# Rötha
Rötha este un oraș din landul Saxonia, Germania.